# ليبي فرنسيس
ليبي فرنسيس (بالإنجليزية: Libby Holman)‏ هي موسيقية ومغنية وممثلة أمريكية، ولدت في 23 مايو 1904 في سينسيناتي في الولايات المتحدة، وتوفيت في 18 يونيو 1971 في ستامفورد في الولايات المتحدة بسبب اختناق.

## وصلات خارجية
- ليبي فرنسيس على موقع IMDb (الإنجليزية)
- ليبي فرنسيس على موقع ميوزك برينز (الإنجليزية)
- ليبي فرنسيس على موقع قاعدة بيانات برودواي على الإنترنت (الإنجليزية)
- ليبي فرنسيس على موقع ديسكوغز (الإنجليزية)
- ليبي فرنسيس على موقع قاعدة بيانات الفيلم (الإنجليزية)
- ليبي فرنسيس على موقع كينوبويسك (الروسية)